# Palæstinensiske Befrielsesorganisation
Den Palæstinensiske Befrielsesorganisation (Arabisk: منظمة التحرير الفلسطينية, transskription: Munaẓẓamat at-Taḥrīr al-Filasṭīniyyah) eller blot PLO (efter den engelske oversættelse: "Palestine Liberation Organization") er en palæstinensisk organisation, der ønsker at oprette en selvstændig palæstinensisk stat. PLO har haft observatørstatus i FN siden 1974 og er anerkendt af mere end 100 lande som "den eneste legitime repræsentant for det palæstinensiske folk".

## Historie
PLO blev grundlagt i 1964 ledet af Ahmed Schukairy, som fire år senere blev afsat af Nationalrådet til fordel for Yasser Arafat. PLO var egentlig tænkt som en modvægt, ikke bare til Fatah, men til alle de mindre organisationer, som kæmpede for en palæstinensisk stat. Det blev ændret, da Yasser Arafat overtog formandskabet. Arafat var nemlig allerede formand for Fatah, og derfor blev Fatah en af de første organisationer, som sluttede sig til PLO.

### Seksdageskrigen
I 1967 led de arabiske stater et stort nederlag under Seksdageskrigen, hvilket bl.a. medførte at Israel fik kontrol over både Gazastriben og Vestbredden, som i perioden 1949-1967 ellers havde været kontrolleret af henholdsvis Egypten og Jordan. Seksdagskrigen resulterede således i, at stor gruppe palæstinensere — bosiddende på Vestbredden og i Gaza — kom under israelsk kontrol. Derfor vandt PLO stor støtte, og det gjaldt specielt Arafat og hans ideer om guerillakrig mod israelerne og et fuldt selvstændigt PLO under kontrol af fedayeen-organisationerne.[Mangler kilde]

### Sorte september
I februar 1969 blev Yasser Arafat valgt til formand for PLO, og den næste tid blev ikke nem for ham. Allerede i 1970 led PLO store tab ved et angreb på organisationens væbnede styrker i Jordan. Den jordanske konge og regering var bekymret, fordi PLO var i færd med at overtage magten og valgte at slå til militært inden, at det var for sent. Denne begivenhed blev siden kendt som Sorte September.
I 1974 ændrede situationen sig. Ved et arabisk topmøde i Rabat i Marokko blev PLO anerkendt som repræsentant for det palæstinensiske folk. Nu talte Arafat i FN som repræsentant for en NGO, nemlig PLO.

### Interne magtkampe
Efter Sorte September i Jordan måtte PLO flygte fra Jordan til Libanon. PLO var aktivt deltagende i borgerkrigen i Libanon og kæmpede mod den israelske hær, libanesisk milits og syriske styrker. PLO svækkedes indadtil, da Fatah, som ledede bevægelsen, ikke var særligt ideologisk markant udover målet at "befri" Palæstina. Derimod var de kommunistiske grupper Folkefronten til Palæstinas befrielse (PFLP) og DFLP mere markante i ideologi og udgjorde dermed en trussel mod Fatah med hensyn til kontrol over bevægelsen. Desuden skabte Baathpartiets sekulære regeringer i Irak og Syrien marionetgrupper inden for PLO, hvilket komplicerede situationen yderligere.

### Israels invasion i Libanon
I 1982 foretog Israel en invasion af Libanon. Det svækkede PLO stærkt, da 12.000 partisaner måtte evakueres til Syrien, Tunesien og andre arabiske lande. PLO blev tvunget til at opgive hovedkvarteret i Beirut og flytte det til Tunis, hvor det i 1985 blev bombet af israelske styrker.

### Udråbelsen af en palæstinensisk stat
I juli 1988 kappede kong Hussein af Jordan alle juridiske og administrative bånd til Vestbredden til PLO — de facto opgav alle krav i forhold til området. Ved et møde i PNC i Algier i november 1988 udråbte Arafat oprettelsen af staten Palæstina med hovedstad i Jerusalem. Udråbelsen fik hurtigt gehør fra lande rundt om i hele verden. På trods af proklamationen udøvede PLO i 1988 ikke kontrol over noget område på hverken Vestbredden eller i Gaza.
Rådet vedtog samtidig at anerkende FN’s resolutioner 242 (1967) og 338 (1973), der anerkender alle de mellemøstlige staters suverænitet. Anerkendelsen skulle sammen med palæstinensernes ret til selvbestemmelse danne basis for en international fredskonference. Året efter havde 94 stater givet Palæstina diplomatisk anerkendelse. I 2015 havde 137 ud af FN's 193 medlemslande formelt anerkendt Palæstina, men Israel og de fleste vestlige lande har ikke.

### Oslo-processen
I 1993 blev der indledt forhandlinger i Oslo — den såkaldte Oslo-proces — mellem Israel og PLO. Forhandlingerne resulterede i, at Det Palæstinensiske Selvstyre blev skabt, som fik en begrænset grad af selvstyre over dele af Vestbredden og Gaza. PLO tog som den klart største politiske gruppering hurtigt kontrol over hjemmestyremyndigheden, og Yasser Arafat blev selvstyrets første præsident. Demokratiske valg til myndigheden blev første gang afholdt i 1996. PLO anerkendte til gengæld staten Israels ret til at eksistere, hvilket førte til konflikter inden for bevægelsen, men forbedrede dens stilling i mange europæiske lande og i USA. Man forkastede tillige anvendelsen af vold for at nå sine politiske mål samt accepterede Sikkerhedsrådets resolutioner 238 og 242. PLO mistede derefter betydning, men fortsatte som palæstinensernes officielle og lovlige repræsentant internationalt.
PLO har sit hovedkvarter i Ramallah på Vestbredden.

## Organisation
PLO er inddelt i tre organer.
- Nationalrådet, PNC (Palestine National Council), der kan opfattes som hele det palæstinensiske folks parlament ligesom det danske Folketing.
- Eksekutivrådet (Executive committee). Dette er et beslutningsdygtigt organ, hvor de vigtigste beslutninger bliver taget. Dette råd består af 15 medlemmer af PNC, og her er alle PLO`s vigtigste politiske og militære organisationer repræsenteret.
- Centralkomiteen (Central Committee) er et rådgivende organ og kan derfor ikke træffe beslutninger som de to andre.

PLO er en paraplyorganisation. Dens mange mindre organisationer kæmper mod israelsk besættelse. Disse otte største er:
1. Fatah
2. PFLP (The Popular Front for the Liberation of Palestine)
3. DFLP (The Democratic Front for the Liberation of Palestine)
4. PPP (The Palestinian People’s Party)
5. PLF (The Palestine Liberation Front)
6. ALF (The Arabic Liberation Front)
7. PSF (The Popular Struggle Front)
8. As-Sa’iqa

## Politiske mål
PLO ville oprindelig erstatte Israel med en arabisk stat, Palæstina, hvortil alle palæstinensiske flygtninge skulle kunne vende tilbage til fra eksil. Fra og med begyndelsen af 1970'erne blev PLO's position noget mere sofistikeret, og man krævede i stedet, at det zionistiske Israel skulle ophøre at eksistere, og at et Palæstina fælles for jøder og arabere skulle oprettes i stedet ("enstatsløsningen"). Siden 1993 har PLO anerkendt Israels ret til at eksistere og kræver i stedet en palæstinensisk stat ved siden af omfattende Vestbredden, Gazastriben samt Østjerusalem, altså de palæstinensiske områder, som Israel besatte under seksdageskrigen år 1967 ("tostatsløsningen").
PLO mener, at den israelske bosættelsespolitik og mur på Vestbredden forhindrer en tostatsløsning som ende på konflikten ved at gøre det umuligt at adskille de besatte områder fra Israel. Bevægelsen har en stærk rival i det islamistiske Hamas. De fleste PLO-grupper har, modsat Hamas, været venstreorienterede og sekulære nationalister.

## Retslig stilling
PLO repræsenterer Palæstina i Den Arabiske Liga. Organisationen fik i 1974 observatørsstatus i FN og anerkendes dermed af verdens lande som palæstinensernes lovlige repræsentant. Staten Palæstina har på sin side ambassader i mange muslimske lande, men anerkendes ikke officielt i noget FN-organ, fraset UNESCO siden november 2011. PLO har repræsentationskontorer i mange vestlige lande, der i praksis fungerer som uofficielle palæstinensiske ambassader.